# 227. lovski polk (Wehrmacht)
Za druge 227. polke glej 227. polk.
227. lovski polk je bil lovski polk v sestavi redne nemške kopenske vojske med drugo svetovno vojno.

## Zgodovina
Polk je bil ustanovljen 1. aprila 1942 z reorganizacijo 227. pehotnega polka in dodeljen 100. lovski diviziji. 
18. oktobra 1942 je bil uničen 3. bataljon, celoten polk pa januarja 1943 v Stalingradu.
Ponovno so ga ustanovili 1. marca 1943 na Hrvaškem.

## Sestava

### April 1942
- štab
- 1. bataljon
- 2. bataljon
- 3. bataljon

### November 1942
- štab
- 1. bataljon
- 2. bataljon

### Marec 1943
- štab
- 1. bataljon

### Junij 1943
- štab
- 1. bataljon
- 2. bataljon
- 3. bataljon